# Геката
Гека́та (дав.-гр. Εκάτη) — у грецькій міфології хтонічна богиня кордонів, роздоріжжя, чаклунства і привидів. У найдавнішу епоху богиня Місяця, пізніше богиня чаклунства, володарка всіх страховиськ і примар. Вона також асоціюється з некромантією, ніччю, світлом, знаннями про трави та отруйні рослини, могилами. Гомер не знав Гекати; її культ перейшов до греків від фракійців. Перша літературна згадка про неї з'являється в «Теогонії» Гесіода (VIII ст. до н. е.) — дочка титана Перса; інші називають її дочкою Зевса і Деметри або Зевса і Гери, тоді, ймовірно, першим історично грецьким ім'ям її було Ангела. У творі Геката описується як богиня великої честі з володіннями на небі, землі та морі. Науковці досі дискутують про місце її походження. Вона мала популярність серед фессалійських відьом.
Геката була одним із кількох божеств, яким поклонялися в стародавніх Афінах як захисниці ойкосів (домашнього господарства) одночасно із Зевсом, Гестією, Гермесом та Аполлоном.

## Ім'я
- Ге́кате, або Хе́кате (дав.-гр. Ἑκάτη, Hekátē; аттична вимова: [hekátɛː], койне: [heˈkati]; лат. Hecatē) — від грец. hekaton — «сто», бо вона протягом ста років затримувала тіні непокірних померлих на берегах Стіксу.
- Геката, або Хека́та (дорійська вимова: Ἑκάτᾱ, Hekátā, [hekátaː]; лат. Hecata)

Титули:
- Берегиня — Apotropaia (Ἀποτρόπαια)
- Хтонічна, Підземна — Chthonia (Χθωνία)
- Подорожня — Enodia (Ἐννοδία)
- Ключниця — Klêidouchos (Κλειδοῦχος)
- Нянька — Kourotrophos (Κουροτρόφος)
- Шафрановбрана — Krokopeplos (Κροκόπεπλος)
- Меліноя — Melinoe (Μηλινόη)
- Світлодавиця — Phosphoros, Lampadephoros (Φωσφόρος, Λαμπαδηφόρος)
- Служниця — Propolos (Πρόπολος)
- Вратниця — Propulaia/Propylaia (Προπύλαια)
- Спасителька — Soteria (Σωτηρία)
- Триморфна — Trimorphe (Τρίμορφη)
- Перехресна — Triodia/Trioditis (Τριοδία, Τριοδίτης).

## Опис
Геката дарує мудрість на народних зборах, щастя на війні, багату здобич на полюванні. Культ Гекати як богині підземного царства зливається з культом Персефони. Як і Артеміду, її вважали володаркою звірів, покровителькою мисливства. У культі Гекати прослідковуються риси місячного божества, тому вона іноді ототожнювалась із Селеною. Священною твариною Гекати була самка собаки; в жертву богині приносили цуценят.
Вона поставала високою жінкою з двома смолоскипами або з ключем у руках, іноді у вигляді трьох жінок, з'єднаних спинами. Часто її зображували зі зміями. На фризі Пергамського вівтаря Геката триголова й шестирука, озброєна смолоскипом, мечем та списом. На думку Клеомеда, потрійне обличчя Гекати означало три форми місячного диска. За Сервієм, це увінчана трояндами лагідноока богиня пологів Люцина, горда богиня полювання Артеміда і Геката, яка визначає смертним останню годину.
У римській міфології із Гекатою ототожнювалась богиня Луна.
На честь богині названо астероїд 100 Геката.

## Храми
Святилища Гекати існували в Беотії, Егіні, Елевсінії й інших містах. Зображення Гекати були в Афінах біля кожного будинку.

### Монографії. Статті
- Berg, W. Hecate: Greek or «Anatolian»// Numen 21.2 , August 1974:128-40.
- Burkert, W. Greek Religion. Cambridge: Harvard University Press, 1985.
- de'Este, S. Circle for Hekate: volume 1. 1910.
- Farnell, L. Hekate: Representations in Art // The Cults of the Greek States. Oxford, 1896.
- Fowler, R. L. Early Greek Mythography: Volume 1: Text and Introduction, Oxford University Press, 2000.
- Gantz, T. Early Greek Myth: A Guide to Literary and Artistic Sources. Johns Hopkins University Press, 1996.
- Johnston, S. I. Hekate Soteira: A Study of Hekate's Role in the Chaldean Oracles and Related Literature. 1990.
- Johnston, Sarah Iles, (1991). Restless Dead: Encounters Between the Living and the Dead in Ancient Greece. ISBN 0-520-21707-1
- Kerenyi, Karl. The Gods of the Greeks. 1951.
- Kern, Otto. Orphicorum Fragmenta, Berlin, 1922. Internet Archive
- Mallarmé, Stéphane, (1880). Les Dieux Antiques, nouvelle mythologie illustrée.
- Mooney, Carol M., Hekate: Her Role and Character in Greek Literature from before the Fifth Century B.C., a thesis submitted to the faculty of graduate studies, McMaster University, 1971.
- Rabinovich, Yakov. The Rotting Goddess. 1990.
- Ruickbie, Leo. Witchcraft Out of the Shadows: A Complete History. Robert Hale, 2004.
- Seyffert, Oskar, A Dictionary of Classical Antiquities, Mythology, Religion, Literature and Art, from the German of Dr. Oskar Seyffert, S. Sonnenschein, 1901.
- The Classical Review, volume IX, 1985, Library of Illinois.
- Rudloff, Robert von. Hekate in Ancient Greek Religion. Horned Owl Publishing (July 1999)

### Довідники
- Словник античної міфології. — К.: Наукова думка, 1985. — 236 сторінок.
- Геката [Архівовано 14 червня 2021 у Wayback Machine.] // Українська мала енциклопедія : 16 кн. : у 8 т. / проф. Є. Онацький. — Накладом Адміністратури УАПЦ в Аргентині. — Буенос-Айрес, 1958. — Т. 1, кн. II : Літери В — Ґ. — С. 231-232. — 1000 екз.